# Núria Viñas Panadès
Núria Viñas Panadès   (segle XX - Barcelona, 10 d'abril de 1998) fou una pilot d'automobilisme catalana. Formà part de l'Escuderia Barcelona al volant d'un Fiat Abarth i debutà en competició al ral·li Fémina el 1962, cursa que guanyà diverses vegades. Destacà en pujades de muntanya, guanyant entre d'altres les del Montseny, Puig Major, Montserrat, Rabassada, Sant Feliu de Codines, el Farell i Pont de Vilomara en la seva categoria. Guanyà també proves com ara la Volta al Vallès, la cursa del circuit del Llobregat, les 6 Hores de Barcelona i el Trofeu Saló de l'Automòbil.
Núria Viñas competí en nombroses curses com a única representant femenina, en alguna de les quals es proclamà campiona absoluta com en el cas del Trofeu de Montjuïc. Guanyà el Campionat de Catalunya femení de ral·lis (1969, 1971, 1973 i 1975) i fou campiona de Catalunya d'automobilisme femení en diverses ocasions. També guanyà el Campionat d'Espanya femení de ral·lis de 1972 i 1973 al volant d'un BMW 2002Ti, en què aconseguí la victòria en ral·lis com el de Madrid, Bilbao i Xerès. Durant la seva carrera tingué de copilots Immaculada Viñas, Maria Àngels Pujol i Anna Maria Garreta. A finals de la dècada de 1970 acabà la seva carrera pilotant un Ford Escort.
El seu germà, conegut com a Jordi "Chi" (ca.1938-2018), fou un conegut copilot de ral·lis que arribà a presidir la Federació Catalana d'Automobilisme.